# Oreobates ayacucho
Pour les articles homonymes, voir Ayacucho (homonymie).
Espèce
Synonymes
- Phrynopus ayacucho Lehr, 2007

Statut de conservation UICN

 EN B1ab(iii) : En danger
Oreobates ayacucho est une espèce d'amphibiens de la famille des Craugastoridae.

## Répartition
Cette espèce est endémique de la province de La Mar dans la région d'Ayacucho au Pérou. Elle se rencontre dans les environs de Rapi au-dessus de 3 000 m d'altitude dans la cordillère de Vilcabamba.

## Description
La femelle holotype mesure 29,2 mm et les mâles mesurent de 19,0 à 25,0 mm.

## Étymologie
Cette espèce est nommée en référence au lieu de sa découverte, la région d'Ayacucho.

## Publication originale
- Lehr, 2007 : New eleutherodactyline frogs (Leptodactylidae: Pristimantis, Phrynopus) from Peru. Bulletin of the Museum of Comparative Zoology, vol. 159, no 2, p. 145-178 (texte intégral).